# 楊靚姝
楊靚姝（Jessie Yang，1967年6月6日—），電視電影編劇，筆名舒見青。台灣高雄市人，祖籍廣東，從小在左營眷村長大，高雄女中校友，高雄師範大學教育系英語組畢業後，於國中任教期間因帶領學生話劇比賽獲獎多次，對戲劇起心動念深入鑽研，以英語教師身份應聘到高雄市國教輔導團擔任95、96年藝文領域表演藝術輔導員，策劃表演教師研習進修，並考入台北藝術大學電影創作研究所，碩士畢業後轉任教國中表演藝術課程，公餘從事電視及電影劇本專業創作。

## 編劇作品

### 電視劇作品
- 2025年：大愛劇場《假日到山裏來看你》
- 2019年：民視八點檔 《多情城市》
- 2018年：三立電視台八點檔 《金家好媳婦》（筆名見青）
- 2015年：大愛劇場《他是我兄弟》
- 2014年：浙江衛視《驕陽似我》
- 2013年：三立電視台灣好戲《含笑食堂》
- 2012年：台視優質八點檔《東華春理髮廳》
- 2011年：深圳衛視《一克拉夢想》
- 2010年：公共電視《搖滾保母》

### 動畫作品
- 2015年：央視3D動畫影集《粉墨寶貝》編劇統籌

### 電影作品
- 2014年：電影《痞子遇到愛》
- 2015年：緯來電視台電視電影《超級夥伴》

### 得獎記錄
- 作品《巷口》獲文化部105年度電視節目劇本獎。
- 央視3D動畫影集《粉墨寶貝》編劇統籌，獲2014中國國際動漫節第11屆金猴獎動畫系列金獎
- 作品《尋找送子鳥》獲文化部104年度電視節目劇本獎初選入圍。
- 作品《非死不可》（原名人生急轉彎）獲高雄市2013台灣華文原創故事編劇駐市計畫電影劇本獎助。
- 作品《含笑食堂》獲第48屆金鐘獎戲劇節目類劇本獎最佳編劇入圍
- 作品《搖滾保母》獲第45屆金鐘獎戲劇節目類劇本獎最佳編劇入圍
- 行政院新聞局一百年電視節目劇本獎短篇組《魔幻仲夏夜》和長篇組《花若離枝》雙料獲得第二及第三名
- 作品《采田藝旦》獲95年度行政院新聞局優良電影劇本獎
- 教育部文藝創作獎97、96、95、85年戲劇劇本類
- 高雄市文藝獎第十五屆舞台劇本類

## 外部連結
- 楊靚姝的Facebook專頁
- 楊靚姝在香港影庫上的簡介